# 戴瓦利亞槽溝
戴瓦利亞槽溝（Divalia Fossa，/dɪˈveɪliə ˈfɒsə/）是灶神星赤道上平行於雷亞希爾維亞盆地的一系列槽溝中最大的。它的寬度大約10公里（估計最寬處約為22公里），並且環繞著灶神星赤道的大部分，長度至少有465公里，深約5公里。它被認為是創造雷亞希爾維亞盆地的撞擊引起壓縮斷裂的結果。它是列入太陽系最長的峽谷表中的成員之一，而它的名字源自羅馬節慶的名字 Divalia。